# Ayuntamiento de Martos
El Ayuntamiento de Martos es la institución municipal que gobierna la ciudad y municipio andaluz de Martos, Jaén, Andalucía, España.

## Sede
La sede del consistorio marteño está situada en la casa consistorial de Martos, antigua cárcel y cabildo, monumento declarado Bien de Interés Cultural como Monumento Nacional, de Interés Histórico-Artístico, en 1931. Esta declaración fue ratificada en 1981, declarándolo como Monumento Histórico Artístico

## Gobierno municipal
El consistorio está presidido por el alcalde de Martos, que desde 1979 es elegido democráticamente por sufragio universal. Las cuatro primeras elecciones democráticas municipales, celebradas en el municipio de Martos, la fuerza política más votada fue el PSOE, liderada por Antonio Villargordo Hernández, que obtuvo mayoría absoluta excepto en las elecciones municipales de 1987, que gobernó en coalición con el CDS. En las elecciones de 1995 el PSOE volvió a perder la mayoría absoluta, lo que permitió a Fernando García Pulido, del API, ser alcalde mediante un pacto tripartito de gobierno entre el API, PP y PA, rompiéndose así la hegemonía del PSOE en el ayuntamiento de Martos.
En las tres siguientes elecciones municipales volvió a triunfar el PSOE liderado por José A. Saavedra Moreno, con mayoría absoluta, sin embargo durante la legislatura de 2007 José A. Saavedra, es trasladado de cargo a la Junta de Andalucía. Así pues la renuncia de José A. Saavedra permitió que Sofía Nieto Villargordo, entonces primer teniente de alcalde y nieta del que fuese alcalde durante 16 años, Antonio Villargordo, fuese nombrada alcaldesa de Martos. En las elecciones municipales de 2011, el PSOE pierde la mayoría absoluta consiguiendo un notable retroceso, al conseguir 8 concejales frente a los 11 que marca la mayoría absoluta. Este hecho supone el peor resultado, en porcentaje de voto para el PSOE, desde las elecciones municipales de 1987. Por otra parte tanto el PP como el PA lograron el mejor resultado, en porcentaje de voto, de toda la historia democrática en Martos, hecho que hizo posible la formación de un gobierno de coalición entre el PP y el PA. En las elecciones municipales de 2015 el PSOE volvió a recuperar la gobernabilidad del municipio al obtener la mayoría absoluta en 11 concejales lo que hizo posible que Víctor Manuel Torres Caballero fuese elegido el alcalde más joven hasta la fecha, al contar con 30 años de edad en el momento de su elección. En las elecciones municipales de 2019 el PSOE volvió a ser la lista más votada, no obstante perdió la mayoría absoluta al obtener 10 concejales, un concejal menos de lo que marca la mayoría, por lo que Víctor Manuel Torres Caballero volvió a ser reelegido alcalde de Martos conformando un gobierno de coalición junto a Adelante Martos, siendo nombrado su único edil séptimo teniente de alcalde y concejal de Medio Ambiente, Agricultura y Olivar. En las elecciones municipales de 2023 el PSOE volvió a conseguir la mayoría absoluta con 11 concejales, superando a PP y Vox, que aumentaron su representación respecto a los anteriores comicios. Izquierda Unida - Para la Gente se quedó fuera del Ayuntamiento al no lograr superar el umbral del 5 %.

## Alcaldes
| Periodo   | Nombre                                                     | Partido                                       |
| --------- | ---------------------------------------------------------- | --------------------------------------------- |
| 1979-1983 | Antonio Villargordo Hernández                              | Partido Socialista Obrero Español (PSOE)      |
| 1983-1987 | Antonio Villargordo Hernández                              | Partido Socialista Obrero Español (PSOE)      |
| 1987-1991 | Antonio Villargordo Hernández                              | Partido Socialista Obrero Español (PSOE)      |
| 1991-1995 | Antonio Villargordo Hernández                              | Partido Socialista Obrero Español (PSOE)      |
| 1995-1999 | Fernando García Pulido                                     | Agrupación Progresista Independiente (API)    |
| 1999-2003 | José Antonio Saavedra Moreno                               | Partido Socialista Obrero Español (PSOE)      |
| 2003-2007 | José Antonio Saavedra Moreno                               | Partido Socialista Obrero Español (PSOE)      |
| 2007-2011 | José Antonio Saavedra Moreno 2008: Sofía Nieto Villargordo | Partido Socialista Obrero Español (PSOE)      |
| 2011-2015 | Custodia Martos Luque 2013: Francisco Delgado Vílchez      | Partido Andalucista (PA) Partido Popular (PP) |
| 2015-2019 | Víctor Manuel Torres Caballero                             | Partido Socialista Obrero Español (PSOE)      |
| 2019-2023 | Víctor Manuel Torres Caballero 2022: Emilio Torres Velasco | Partido Socialista Obrero Español (PSOE)      |
| 2023-act. | Emilio Torres Velasco                                      | Partido Socialista Obrero Español (PSOE)      |

## Pleno
| Partido político | Partido político                                                    | 2023   | 2019   | 2015   | 2011   | 2007   | 2003   | 1999   | 1995   | 1991   | 1987   | 1983   | 1979   |
| Partido político | Partido político                                                    | Ediles | Ediles | Ediles | Ediles | Ediles | Ediles | Ediles | Ediles | Ediles | Ediles | Ediles | Ediles |
|                  | Partido Socialista Obrero Español (PSOE)                            | 11     | 10     | 11     | 8      | 11     | 14     | 11     | 8      | 12     | 8      | 13     | 12     |
|                  | Partido Popular (PP)-Alianza Popular (AP)                           | 6      | 4      | 5      | 6      | 5      | 4      | 4      | 6      | 4      | 2      | 3      | 3      |
|                  | Vox                                                                 | 3      | 2      | –      | –      | –      | –      | –      | –      | –      | –      | –      | –      |
|                  | Adelante-Izquierda Unida (IU)-Partido Comunista de España (PCE)     | 1      | 1      | 1      | 1      | 1      | 0      | 0      | 2      | 0      | 0      | 1      | 2      |
|                  | Ciudadanos (CS)                                                     | –      | 4      | –      | –      | –      | –      | –      | –      | –      | –      | –      | –      |
|                  | Partido Andalucista (PA)                                            | –      | –      | 4      | 6      | 4      | 1      | 1      | 1      | 2      | –      | –      | –      |
|                  | Agrupación Progresista Independiente (API)                          | –      | –      | –      | –      | –      | 2      | 5      | 4      | 3      | 4      | 4      | –      |
|                  | Centro Democrático y Social (CDS)-Unión de Centro Democrático (UCD) | –      | –      | –      | –      | –      | –      | –      | –      | 0      | 7      | –      | 4      |

## Resultados electorales históricos
| Partido político                                                    | 2023  | 2023  | 2023       | 2019  | 2019  | 2019       | 2015  | 2015  | 2015       | 2011  | 2011  | 2011       | 2007  | 2007  | 2007       | 2003  | 2003  | 2003       | 1999  | 1999  | 1999       | 1995  | 1995  | 1995       | 1991  | 1991  | 1991       | 1987  | 1987  | 1987       | 1983  | 1983  | 1983       | 1979  | 1979  | 1979       |
| Partido político                                                    | Votos | %     | Concejales | Votos | %     | Concejales | Votos | %     | Concejales | Votos | %     | Concejales | Votos | %     | Concejales | Votos | %     | Concejales | Votos | %     | Concejales | Votos | %     | Concejales | Votos | %     | Concejales | Votos | %     | Concejales | Votos | %     | Concejales | Votos | %     | Concejales |
| Partido Socialista Obrero Español (PSOE)                            | 5856  | 47,82 | 11         | 5588  | 45,06 | 10         | 5931  | 50,46 | 11         | 4947  | 37,25 | 8          | 5976  | 50,36 | 11         | 7880  | 62,27 | 14         | 5600  | 46,37 | 11         | 4686  | 37,97 | 8          | 5592  | 50,94 | 12         | 3978  | 34,01 | 8          | 6536  | 57,78 | 13         | 5847  | 55,41 | 12         |
| Partido Popular (PP)-Alianza Popular (AP)                           | 3438  | 28,07 | 6          | 2198  | 17,72 | 4          | 2905  | 24,71 | 5          | 3721  | 28,02 | 6          | 2678  | 22,57 | 5          | 2339  | 18,48 | 4          | 2266  | 18,76 | 4          | 3344  | 27,1  | 6          | 1971  | 17,95 | 4          | 1428  | 12,21 | 2          | 1816  | 16,05 | 3          | 1642  | 15,56 | 3          |
| Vox                                                                 | 2052  | 16,75 | 3          | 1420  | 11,45 | 2          | —     | —     | —          | —     | —     | —          | —     | —     | —          | —     | —     | —          | —     | —     | —          | —     | —     | —          | —     | —     | —          | —     | —     | —          | —     | —     | —          | —     | —     | —          |
| Adelante-Izquierda Unida (IU)-Partido Comunista de España (PCE)     | 684   | 5,58  | 1          | 880   | 7,1   | 1          | 698   | 5,94  | 1          | 824   | 6,20  | 1          | 785   | 6,62  | 1          | 406   | 3,21  | 0          | 511   | 4,23  | 0          | 1150  | 9,32  | 2          | 473   | 4,31  | 0          | 298   | 2,55  | 0          | 956   | 8,45  | 1          | 1057  | 10,02 | 2          |
| Ciudadanos (CS)                                                     | —     | —     | —          | 2267  | 18,28 | 4          | —     | —     | —          | —     | —     | —          | —     | —     | —          | —     | —     | —          | —     | —     | —          | —     | —     | —          | —     | —     | —          | —     | —     | —          | —     | —     | —          | —     | —     | —          |
| Partido Andalucista (PA)                                            | —     | —     | —          | —     | —     | —          | 2061  | 17,53 | 4          | 3594  | 27,06 | 6          | 2294  | 19,33 | 4          | 836   | 6,61  | 1          | 742   | 6,14  | 1          | 768   | 6,22  | 1          | 888   | 8,09  | 2          | —     | —     | —          | —     | —     | —          | —     | —     | —          |
| Agrupación Progresista Independiente (API)                          | —     | —     | —          | —     | —     | —          | —     | —     | —          | —     | —     | —          | —     | —     | —          | 1100  | 8,69  | 2          | 2861  | 23,69 | 5          | 2302  | 18,65 | 4          | 1525  | 13,89 | 3          | 2301  | 19,67 | 4          | 2004  | 17,72 | 4          | —     | —     | —          |
| Centro Democrático y Social (CDS)-Unión de Centro Democrático (UCD) | —     | —     | —          | —     | —     | —          | —     | —     | —          | —     | —     | —          | —     | —     | —          | —     | —     | —          | —     | —     | —          | —     | —     | —          | 493   | 4,49  | 0          | 3610  | 30,86 | 7          | —     | —     | —          | 2006  | 19,01 | 4          |

## Concejales
Al consistorio marteño le corresponde 21 concejales, por estar dentro de la escala de 20 001 a 50 000 habitantes, según establece El art. 179 de la Ley Orgánica 5/1985, de 19 de junio, del Régimen General Electoral. La distribución de los concejales tras las elecciones municipales de 2019 es la siguiente:
- Partido Socialista Obrero Español (PSOE-A): 11 concejales
- Partido Popular (PP-A): 6 concejales
- Vox: 4 concejales

## Áreas de gobierno
El ayuntamiento realiza su labor de gobierno a través de las distintas áreas o concejalías, las cuales y cada una de ellas se ocupa de un determinado campo de actuación. La composición de las concejalías para la legislatura 2023-2027 es la siguiente:
- Alcaldía: Don Emilio Torres Velasco (PSOE-A)

- Primer teniente de alcalde y Concejalía de Presidencia, Planificación, Coordinación Municipal, Relaciones Institucionales, Atención a la Ciudadanía y Buen Gobierno. Recursos Humanos y Empleo. Comunicación y Deportes: Don Francisco José Miranda Maldonado (PSOE-A)

- Segunda teniente de alcalde y Concejalía de Economía, Hacienda, Contratación, Patrimonio y Especial de Cuentas. Informática, Digitalización y Administración Electrónica. Participación Ciudadana, Educación, Infancia y Salud Pública: Doña Gema Lara Valdivielso (PSOE-A)

- Tercer teniente de alcalde y Concejal de Urbanismo, Suelo, Vivienda y Casco Antiguo. Industria, Innovación y Fomento Empresarial: Don Juan Carlos Canalejo Expósito (PSOE-A)

- Cuarta teniente de alcalde y Concejalía de Cultura, Patrimonio Histórico Artístico y Desarrollo Turístico: Doña María Elena Molina Conde (PSOE-A)

- Quinto teniente de alcalde y Concejalía de Tráfico, Movilidad Urbana y Seguridad Ciudadana: Don Manuel Cortés Solas (PSOE-A)

- Sexta teniente de alcalde y Concejalía de Comercio, Mercados y Consumo: Doña Purificación Muñoz Ruiz (PSOE-A)

- Séptimo teniente de alcalde y Concejalía de Agricultura, Ganadería, Olivar y Aceite de Oliva. Relaciones con las Cofradías, Hermandades y Promoción de la Semana Santa. Pedanías, Anejos y Medio Rural. Programas Formativos: Don Juan Pérez Centeno (PSOE-A)

- Concejalía de Desarrollo Local, Fondos Europeos y Agenda Urbana: Doña Lourdes Martínez Gómez (PSOE-A)

- Concejalía de Bienestar Social, Juventud y Festejos. Igualdad, Inclusión y Diversidad: Doña Ana Matilde Expósito Sabariego (PSOE-A)

- Concejalía de Obras, Mantenimiento Urbano, Infraestructuras y Servicios Públicos. Medio Ambiente, Desarrollo Sostenible, Protección y Bienestar Animal: Don Alejandro Manuel Expósito López (PSOE-A)

## Servicios
En cuanto a los diferentes servicios que ofrecen cada una de las concejalías, cabe destacar las siguientes:
- Red de rehabilitación concertada
- Centros de información a la mujer, juvenil, al menor, al trabajador temporero, al inmigrante
- Centro de mayores de Monte Lope Álvarez
- Centros de día y Centros Sociales de Monte Lope Álvarez, Las Casillas y La Carrasca
- Emisora municipal
- Oficina de Gestión y Recaudación municipal
- Plan de Desarrollo local y urbano
- Servicio Municipal de Aguas (Aqualia)
- Servicios sociales municipales
- Taller de teatro
- Escuela taller
- Centro ocupacional
- Unión Territorial de Empleo y Desarrollo Local
- Guardería Infantil municipal
- Hogares del jubilado
- Bomberos de Martos
- Cuerpo de Policía Municipal de Martos

## Evolución de la deuda viva municipal
El concepto de deuda viva contempla sólo las deudas con cajas y bancos relativas a créditos financieros, valores de renta fija y préstamos o créditos transferidos a terceros, excluyéndose, por tanto, la deuda comercial.
| Gráfica de evolución de la deuda viva del Ayuntamiento entre 2008 y 2023                         |
|                                                                                                  |
| Deuda viva del Ayuntamiento de Martos, en miles de euros, según datos del Ministerio de Hacienda |